# Bernard Boursicot
Bernard Boursicot (sinh 12 tháng 8 năm 1944) là một nhà ngoại giao Pháp bị mắc bẫy trong một quan hệ tình dục với Thời Bội Phác, một ca sĩ kinh kịch, chuyên đóng vai trò phụ nữ, đã dụ dỗ anh ta tham gia vào hoạt động gián điệp cho Trung Quốc. Quan hệ này kéo dài 18 năm, cho tới khi bị bắt giam vào năm 1983, Boursicot mới biết được là mình có quan hệ với một người đàn ông, mà trước đó Boursicot tin là nữ. Trường hợp gián điệp này đã được báo chí ở Pháp đưa lên dòng đầu khi cả hai phải ra tòa về tội làm gián điệp vào năm 1986. Vụ này một lần nữa lại được chú ý bởi quần chúng khi David Henry Hwang, dựa sơ vào mối quan hệ này, viết vở kịch M. Butterfly, ra mắt lần đầu tiên ở Broadway năm 1988 và sau đó vở kịch này được quay thành phim, lấy cùng tên, bởi đạo diễn David Cronenberg được phát hành vào năm 1993.

## Quan hệ tình cảm
Boursicot sinh năm 1944, xuất thân từ một gia đình công nhân, gặp Thời Bội Phác lần đầu tiên ở Trung Quốc trong khi làm việc cho tòa đại sứ Pháp ở Bắc Kinh như là một nhân viên kế toán vào năm 1964. Ông ta lúc đó 20 tuổi và Phác 26. Họ gặp nhau tại một buổi tiệc ăn mừng lễ Giáng sinh tại tòa đại sứ và chẳng bao lâu sau đó có quan hệ tình dục với nhau.

## Hoạt động gián điệp
Năm 1965, Phác tuyên bố có thai. Thực ra đứa bé trai sau này tên Thời Độ Độ (được Boursicot và gia đình ông ta gọi là Bertrand), đã được mua từ một bác sĩ ở tỉnh Tân Cương, Trung Quốc. Trong trong thập kỷ tới, họ vẫn tiếp tục quan hệ tình cảm mặc dù không thường xuyên vì Boursicot phải di chuyển chỗ làm từ nơi này sang nơi khác ở Đông Nam Á. Boursicot đã tuyên bố rằng ông bắt đầu chuyển các tài liệu tới Phác khi Trung Quốc gây khó khăn cho ông ta khi ông muốn gặp cô ấy. Ông đã được liên lạc bởi Kang Sheng, một thành viên của mật vụ Trung Quốc, hứa cho ông ta gặp Phác nếu ông giao tài liệu. Ông tin rằng sự an toàn của Phác bị đe dọa nếu ông không tham gia.

## Về Pháp, ra tòa và sau đó
Boursicot trở về Pháp vào năm 1979 và mất liên lạc với Phác. Năm 1982, Boursicot đã dàn xếp để Thời Độ Độ, lúc đó 16 tuổi có thể rời Trung Quốc sang Paris, nơi họ sống chung như một gia đình. Sau đó, Boursicot bị tra khảo bởi nhà cầm quyền và thú nhận ít nhất đã giao 150 tài liệu cho Phác. Năm 1983, Boursicot và Phác bị bắt về tội làm gián điệp cho Trung Quốc. Công tố viên sau đó đã tiết lộ giới tính thiệt sự của Phác cho Boursicot. Ông ta không chịu tin cho tới khi được phép xem bằng chứng qua thân hình của Phác. Chẳng bao lâu sau đó, ông ta dự tính tự sát trong khi ở tù nhưng không thành công. Năm 1986, sau 2 ngày xử, Boursicot và Phác bị kết tội làm gián điệp chống lại chính phủ Pháp. Mỗi người bị 6 năm tù.
Tháng 4 năm 1987, sau gần một năm thụ án, Thời Bội Phác được Tổng thống François Mitterrand ân xá, do Pháp lo ngại quan hệ với Trung Quốc có thể gặp trở ngại. Bốn tháng sau, đến lượt Boursicot ra tù. Sau khi được thả ra, Phác ở lại Paris, thích thú với danh tiếng mình và đi trình diễn như là ca sĩ kinh kịch. Phác và Thời Độ Độ không có lên lạc với Boursicot cho tới khi Phác chết vào ngày 30 tháng 6 năm 2009. Khi nhận được tin Thì mất, Boursicot nói: "Ông ấy đã làm nhiều điều phản lại tôi mà chẳng hề tỏ ra ân hận. Tôi thấy thật ngốc nếu bây giờ diễn thêm một tuồng kịch nữa khi bày tỏ rằng mình buồn. Chẳng còn gì để nói nữa cả. Tôi thấy mình thật sự tự do".
Trong bài cáo phó về Phác, Thời Độ Độ được tường thuật là đang sống ở Paris và Boursicot tin rằng ông đã có gia đình với 3 người con trai.

## Tiết lộ về quan hệ
Boursicot hợp tác với phóng viên Joyce Wadler, săn tin tức cho cuốn sách cô viết về hoạt động gián điệp và quan hệ tình cảm này, với tựa là Liaison.
Trong một bài viết dài khác, được in trên tờ New York Times Sunday Magazine năm 1993, có tựa "The True Story of M. Butterfly; The Spy Who Fell in Love With a Shadow," Wadler tiết lộ những chi tiết riêng tư về lý do tại sao Boursicot tin vào chuyện bịa ra là Phác là một người phụ nữ mặc dù đã làm quen với ông ta như là một người đàn ông, và sau đó trong tình bạn thân thiết.
Boursicot cho biết, qua Wadler, Phác ban đầu kể cho ông câu truyện của một vở kịch về một cô con gái Trung Quốc đổi quần áo của anh em cô để có thể đi học thay cho anh ta. Cô si tình một học sinh khác nhưng bị gọi về nhà để làm đám cưới trong một cuộc hôn nhân đã được xếp đặt trước. Người học sinh này đã tự tử, cuối cùng cô ta cũng đi theo anh ta tại ngôi mộ anh này. Vở kịch này được gọi là câu truyện con bướm. Boursicot tường thuật khi ông có cơ hội rời khỏi công việc chán chường hiện tại, Phác lại kể cho ông lần nữa về câu truyện con bướm với một đoạn thêm vào, là chính mình là một người phụ nữ giả làm đàn ông trong suốt cả cuộc đời của mình để cha không lấy một người vợ thứ hai vì mẹ đã có hai người con gái lớn tuổi rồi. Khi Phác sinh ra, chuyện bịa đặt này đã được tạo ra. Boursicot tin vào lời nói dối, quan hệ tình cảm của họ bắt đầu từ đó.

## Di sản của quan hệ và vụ gián điệp
- Vở kịch M. Butterfly bởi David Henry Hwang đặt trên nền tảng quan hệ này cũng như cuốn phim được chiếu vào năm 1993 M. Butterfly (phim) được đạo diễn bởi David Cronenberg.
- Kang Sheng, người gián điệp cai quản Thời Bội Phác thuộc Tewu, cơ quan mật vụ Trung Quốc, đã viết lại sự nghiệp của mình trong cuốn sách The Chinese Secret Service.[14]